# Kreislaufaxiom

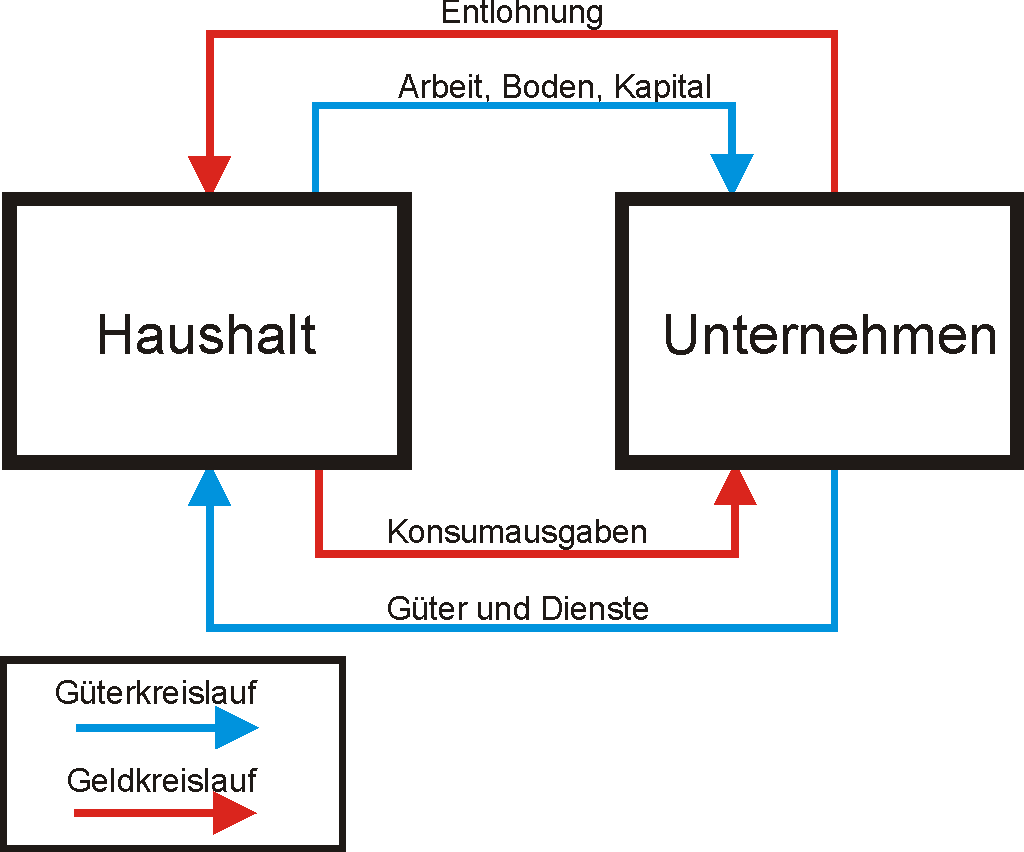
Ein einfacher Wirtschaftskreislauf, wie ihn das Kreislaufaxiom beschreibt.

In der Ökonomie besagt das Kreislaufaxiom, dass die Summe aller Zuströme eines Poles gleich der Summe aller Abströme ist. Das Kreislaufaxiom spielt eine wichtige Rolle im Kreislaufmodell. Es wird dazu verwendet, wirtschaftliche Zahlungsvorgänge zwischen den unterschiedlichen Parteien (Staat, Haushalt und Unternehmen) darzustellen. Im einfachsten Fall ist das eine statische, geschlossene Wirtschaft ohne Staat (siehe Abb.).
Der Kreislaufgedanke geht zurück auf den Hauptvertreter der Physiokraten Francois Quesnay (1694–1774).

## Bedeutung
Das Kreislaufaxiom definiert einen geschlossenen Kreislauf und bildet das Konstruktionsprinzip der VGR. Es dient zunächst der rein deskriptiven ex-post Analyse der wirtschaftlichen Beziehungen zwischen den Wirtschaftssubjekten einer Volkswirtschaft auf einer aggregierten Ebene (Kreislaufanalyse).
Über das Axiom können grundlegende Identitäten eines Kreislaufmodells in Form von Gleichungen dargestellt werden.

## Perspektiven
Ex post betrachtet, besagt das Kreislaufaxiom, dass die Zuflüsse und die Abflüsse an Geldmengen (gemessen in Geldeinheiten) zwischen den Wirtschaftsbeteiligten immer gleich sein müssen.
Ex ante betrachtet, basiert das Kreislaufaxiom auf einer „Planung“ in der die zukünftigen Zuflüsse und Abflüsse der Wirtschaftsbeteiligten (näherungsweise) geplant werden. Es sagt also noch nichts über die realen Zu- und Abflüsse an Geldmengen (gemessen in Geldeinheiten) zwischen den Wirtschaftsbeteiligten aus. So lassen sich beispielsweise die Begriffe „Angebot“ und „Nachfrage“ nach Gütern als Plangrößen formulieren: das Gesamtangebot an Gütern entspricht den insgesamt geplanten Güterverkäufen samt den damit geplanten Gesamteinnahmen, die Gesamtnachfrage nach Gütern entspricht den insgesamt geplanten Güterkäufen samt den damit geplanten Gesamtausgaben.